# Universitat de Le Havre
La Universitat de Le Havre (Université du Havre) és una universitat pública de França, pertanyia a la Universitat de Rouen. Té 7.040 alumnes (curs 2009-2010) distribuïts en tres seus: Lebon, Frissard i Caucriauville.
Va ser inaugurada oficialment l'any 1984 pel Primer Ministre, Laurent Fabius. Tanmateix, els seus primers ensenyaments van tenir lloc des de 1967 depenent, en aquell moment, de la Universitat de Rouen.
El pressupost d'aquesta universitat l'any 2005 era de 69 milions d'euros (37,5 milions de la massa salarial surt del pressupost de l'Estat).

## Composició

### Unitats de formació i de recerca
- UFR des sciences et techniques
- Faculté des affaires internationales
- UFR des lettres et sciences humaines

## Alumnes notables
- Ida Daussy, estrella francesa de la televisió de Corea del Sud[1]